# Trasmissione (bicicletta)
In una bicicletta, la trasmissione è l'insieme degli ingranaggi e meccanismi che consente la trasmissione del movimento dal conducente della bicicletta alle ruote (usualmente alla sola ruota posteriore).

## Descrizione

### Componenti di base
Nella sua costruzione più elementare il sistema di trasmissione è costituito da due ruote dentate, una solidale alla ruota posteriore e una applicata al movimento centrale sul telaio della bicicletta. Le due ruote sono collegate da una catena che ne vincola il movimento. Il conducente applica la propria forza sull'ingranaggio anteriore attraverso i pedali, le pedivelle e la guarnitura.
Usualmente i due ingranaggi hanno dimensioni (espresse come numero di denti dell'ingranaggio) differenti, con l'ingranaggio posteriore di dimensioni inferiori. Tale schema identifica la trasmissione come una leva di terzo genere, secondo un meccanismo di moltiplica del movimento: ad ogni giro della ruota dentata anteriore ne corrispondono più di uno della ruota dentata posteriore, il cui numero dipende dal rapporto che si utilizza (cioè dal risultato del rapporto n° di denti della ruota anteriore/n° di denti della ruota posteriore). Trattandosi di una leva svantaggiosa, maggiore è il rapporto (o come dicono i ciclisti, più il rapporto è duro), maggiore è la forza richiesta per far muovere la bicicletta. Tale "svantaggio" è compensato dalla possibilità, avendone la forza, di far muovere più velocemente la bicicletta, migliorando l'efficienza di trasformazione in energia meccanica della forza del conducente.
Fanno eccezione alcuni rapporti usati sulle mountain bike caratterizzati da un fattore di de-moltiplica: l'ingranaggio anteriore è più piccolo del posteriore, riducendo così il numero di giri della ruota rispetto a quelli dei pedali e consentendo di affrontare pendenze molto elevate (dove un rapporto normale necessiterebbe di troppa forza per essere azionato).

### Cambio
La ricerca di un ideale equilibrio tra velocità, e quindi rapporti di moltiplica alti, e forza necessaria a far muovere la bicicletta, che è inferiore con i rapporti più bassi, soprattutto in presenza di percorsi misti, caratterizzati da salite, discese e parti scorrevoli ha portato all'applicazione alla trasmissione di un cambio di velocità che consente di avere a disposizione di volta in volta il rapporto più opportuno.
Se inizialmente il cambio era costituito essenzialmente da due diverse ruote dentate montate sui due lati della ruota posteriore (per cambiare occorreva smontare la ruota e girarla), l'evoluzione della tecnica ha consentito di modificare il rapporto senza togliere le mani dal manubrio, grazie a una serie di meccanismi che permettono di spostare la catena tra le diverse ruote dentate montate sia sulla ruota posteriore che sul movimento centrale.
Il meccanismo più diffuso è costituito dal cambio a deragliatore. Sulla ruota posteriore si trova un numero di ingranaggi (a volte dette anche velocità) variabile, detto nel suo complesso cassetta o pignone, le cui combinazioni sono molto eterogenee. Il numero di denti varia normalmente da 11 (ingranaggio più piccolo di un pignone da bici da corsa) a 50 (ingranaggio più grande di una MTB). La catena è fatta scivolare da una ruota all'altra da un sistema di pulegge detto appunto deragliatore (proprio perché fa deragliare la catena) tramite una guida, detta gabbia, costituita da due piccole ruote dentate; tale meccanismo ha anche lo scopo di recuperare la parte di catena in eccesso (necessaria a garantire che vi sia catena a sufficienza per collegare tutte le eventuali combinazioni di rapporti) tenendola sempre in tensione.
Anche l'ingranaggio anteriore assieme alla pedivella (o guarnitura) può prevedere più di una o più ruote dentate (o corone), dove il passaggio da una corona all'altra avviene grazie a una guida metallica (detta anch'essa gabbia) che fa deragliare la catena.

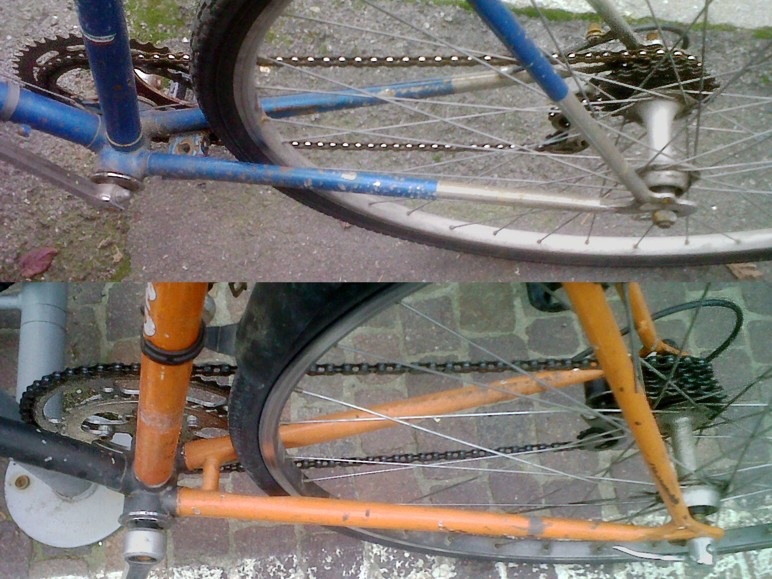
Confronto tra due cambi a deragliatore con soluzioni differenti per la rapportatura del cambio e del suo utilizzo

La rapportatura del cambio può variare molto a seconda del tipo di utilizzazione e del modo in cui è stato previsto il suo sfruttamento. Generalmente si utilizzano cambi che prediligono l'uso dei pignoni, questo porta ad un'elevata variazione dei denti tra i pignoni, con una progressione variabile a seconda del tipo di impiego, che va dal lineare al megarange/megadrive (con il pignone del rapporto corto molto grande rispetto agli altri), mentre le corone vengono utilizzate principalmente per il tipo di situazione quali pianura, salita o salita molto ripida.
Un metodo differente prevede l'utilizzazione di pignoni molto simili tra loro e delle corone molto diverse tra loro (generalmente 2), questa configurazione permette di creare molti rapporti utili in quanto le varie combinazioni tra corona e pignone non si accavallano tra loro, poiché con il passaggio da pignone e corona piccoli a corona e pignone grande si ha un rapporto più lungo, che permette il raddoppio delle marce utili, ma il passaggio dalla prima metà delle marce alla seconda metà può risultare poco pratico (soprattutto al crescere del numero dei pignoni) perché richiede il cambio su entrambi gli assi e lo scorrimento di tutti i pignoni.
I comandi del cambio si trovano ormai unicamente sul manubrio o integrati alle leve del freno (cambio della bicicletta da corsa e alcuni modelli di cambio per MTB) o sotto forma di pulsanti o manopole. La trasmissione del comando avviene tramite cavi di acciaio che meccanicamente abbinano allo spostamento delle leve quello dei meccanismi di cambio. Vi sono stati e vi sono tuttora in corso esperimenti di cambio elettronico, con i meccanismi dotati di servomotori e la trasmissione dell'impulso mediante cavi elettrici, che tuttavia per ora non trovano una vera diffusione.

## Tipi
Le trasmissioni per biciclette sono molto eterogenee, sia come trasmissione tra i due assi, sia per il tipo di cambio ed in alcuni casi viene protetto in modo integrale o parziale tramite un carter.
La trasmissione tra i due assi è nella maggior parte dei casi la catena, che generalmente viene usata con i cambi a deragliatore oppure senza cambio (una corona e un pignone), ma in alcuni casi viene usata la trasmissione a cinghia o ad albero motore.
Il sistema di cambio più utilizzato è del tipo a deragliatore, che richiede la trasmissione a catena, ma in alcuni casi vengono utilizzati sistemi alternativi, quali il cambio a epicicloide o a cascata d'ingranaggi, in quest'ultimo caso per evitare ingombri eccessivi si utilizza una coppia d'ingranaggi che ritrasmette il moto al primo asse del cambio collegato alle pedivelle, questo è possibile grazie ad un cuscinetto o boccola interposto tra l'ingranaggio e l'albero primario in modo da garantire rotazioni a velocità differenti tra i due elementi, in modo del tutto simile agli ingranaggi non innestati del cambio.

## Accorgimenti
Per la trasmissione bicicletta sono stati ideati vari dispositivi per proteggerla o ridurre il suo impatto con il telaio o il guidatore:
- Batticatena, elemento che viene posizionato sulla parte superiore del fodero basso/orizzontale del carro posteriore per evitare che la catena lo rovini, ma in alcuni casi può essere presente anche nella parte inferiore o presente anche sulla parte inferiore del fodero alto/verticale
- Carter dispositivo che copre in modo più o meno esteso la trasmissione della bicicletta
- Protezioni per la corona elementi di varia natura che proteggono la corona e la catena ad essa avvolta.